# Bartošovice (dělostřelecká tvrz)
Dělostřelecká tvrz Bartošovice byla plánována v prostoru kóty 665 Hinterberg (dnes Zadní vrch) v Orlických horách. Tvrz měla obsahovat pět tvrzových objektů. Stavba tvrze nebyla ani zadána, ani započata kvůli mírně zvlněnému terénu, který znemožňoval vybudování dělostřeleckých kasemat a vytvářel rozsáhlé hluché prostory pro palbu dělostřelecké otočné věže. Plán na stavbu tvrze byl zrušen a tvrz Hanička byla o to rozšířena.